# Photo Elysée
Das Photo Elysée – Kantonales Museum für Fotografie, vormals Musée de l’Elysée, in Lausanne im Kanton Waadt, wurde 1985 von Charles-Henri Favrod gegründet als erstes Museum in der Schweiz, das sich ausschliesslich mit fotografischen Bildern befasst.
Es befand sich bis September 2020 in einem ehemaligen Herrenhaus, der Campagne de l’Élysée, im Quartier Ouchy in Lausanne. Das Fotomuseum zog in ein neues Gebäude auf dem Areal der ehemaligen Lokomotivhallen, genannt Bahnsteig 10, französisch plateforme 10, in Lausanne um. Entworfen wurde der Neubau von den portugiesischen Architekten Aires Mateus.
Das international bekannte Fotomuseum zählt zu den bedeutendsten, die sich ganz der Fotografie widmen.

## Erster Standort Campagne de l’Élysée

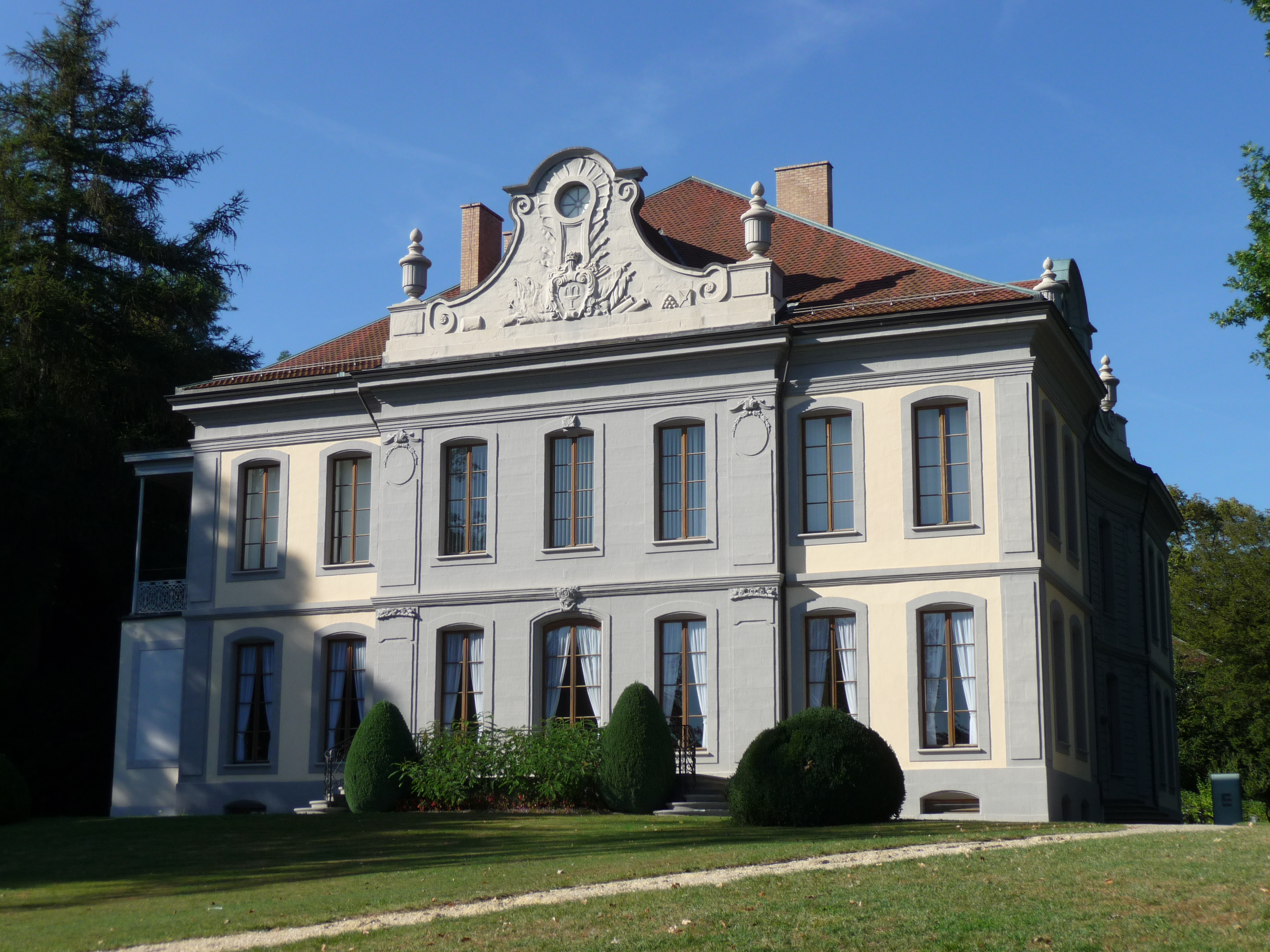
Musée de l’Elysée,
erstes Domizil, im Quartier Ouchy, Lausanne, 1985 bis 2020

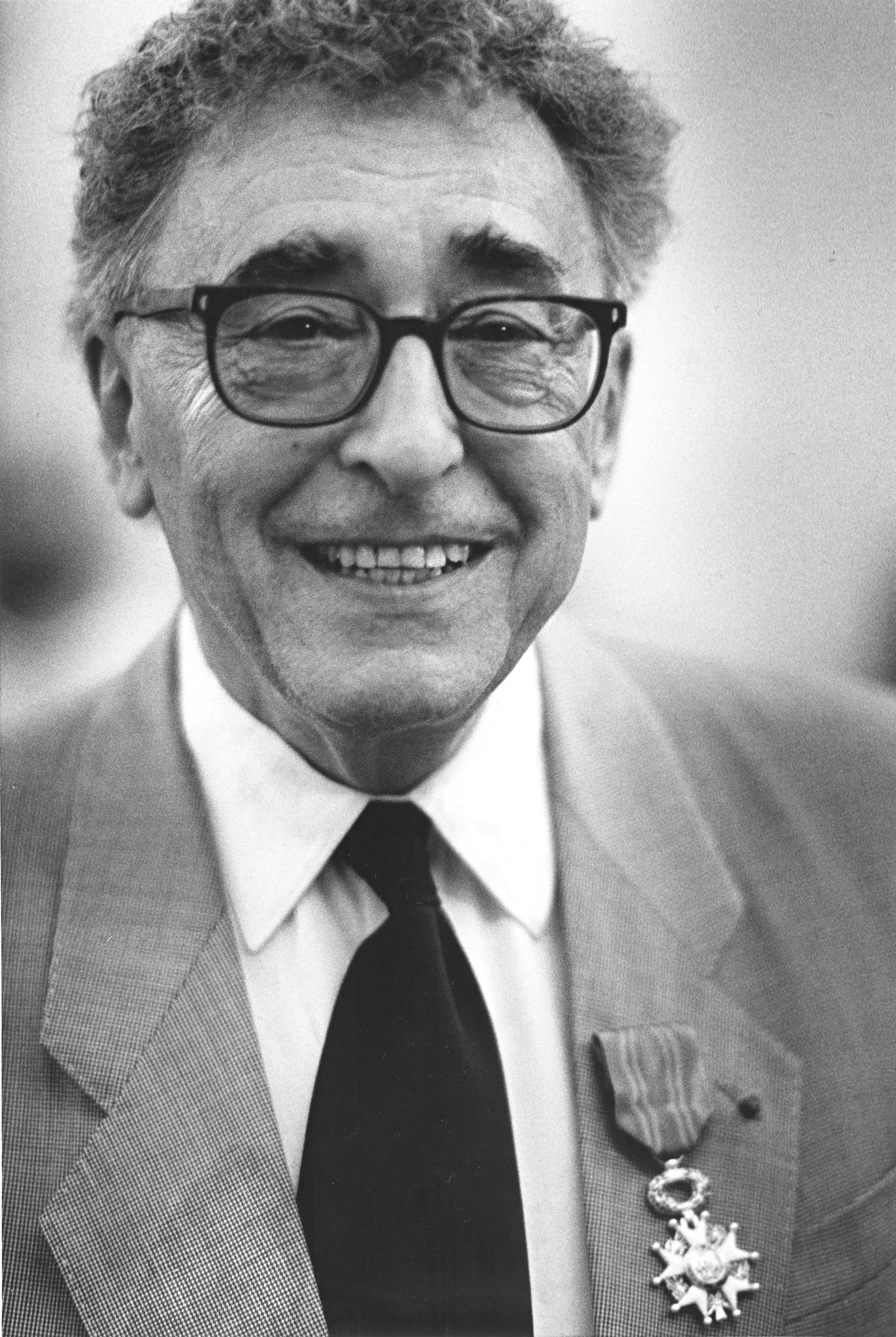
Charles-Henri Favrod, Gründer und erster Leiter,
Foto: Monica Boirar, 1998

Das erste Domizil des Musée de l’Elysée wurde 1780–1783 vom Architekten Abraham Fraisse für einen Schweizer Armee-Offizier erbaut. Es ist von einer ausgedehnten parkähnlichen Anlage umgeben. Das Anwesen wurde 1971 von der Schweizerischen Eidgenossenschaft erworben und renoviert. Bis zum Jahr 1985 befand sich in den Räumen des Museums das Kupferstichkabinett des Kantons. Nachdem dieses ins Musée Jenisch in Vevey umgesiedelt werden konnte, erfolgte im Oktober 1985 die Museumsgründung durch Charles-Henri Favrod. Der Autor und Fotohistoriker war zu diesem Zeitpunkt der Präsident der Stiftung für die Photographie.
Auf den vier Etagen des Hauses befanden sich acht verschiedene Ausstellungsflächen, wo sowohl feste Dauerausstellungen wie auch thematische Wechselausstellungen gezeigt wurden.

## Zweiter Standort Plateforme 10

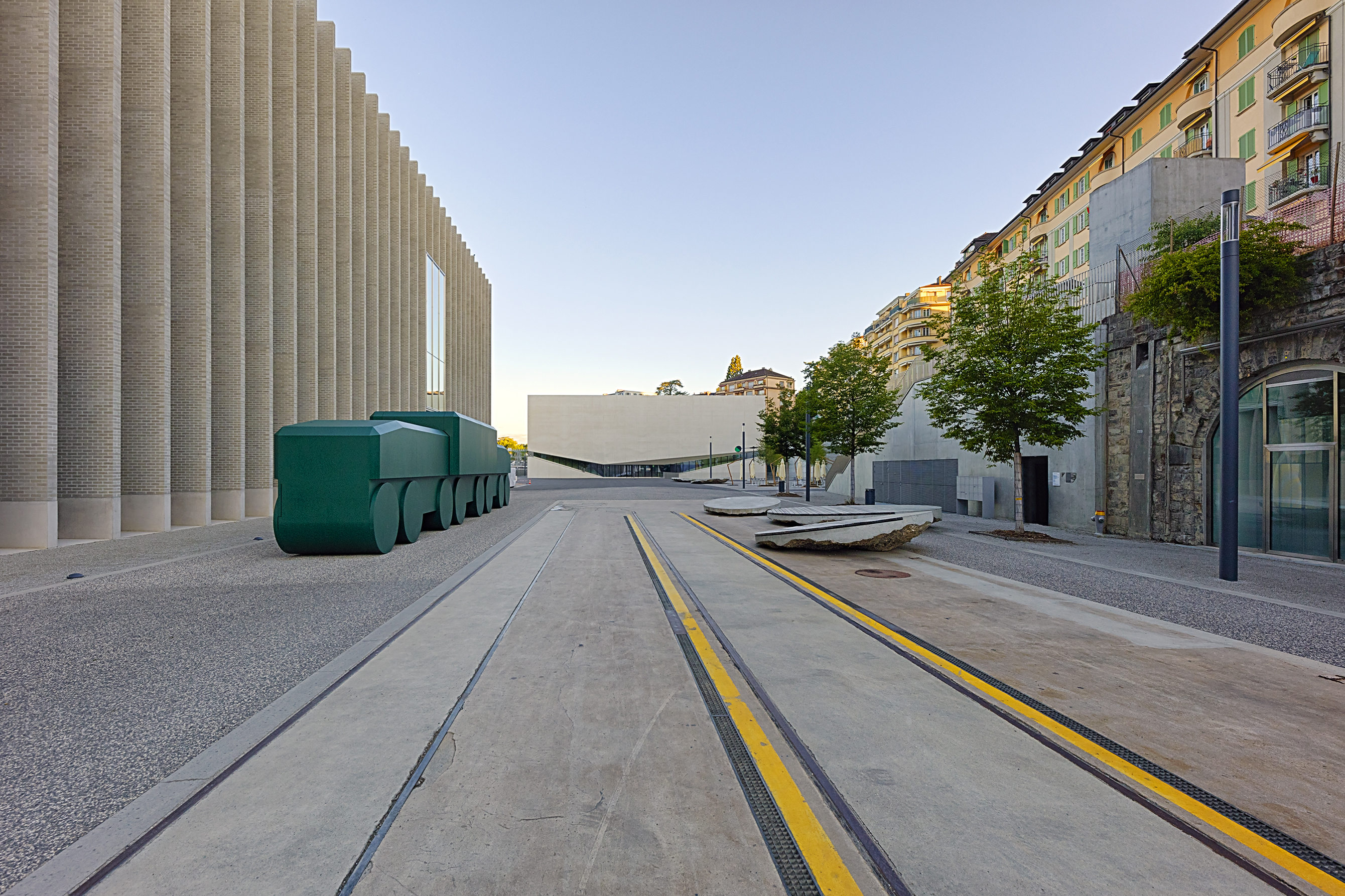
Photo Elysée, zweites Domizil, Plateforme 10, Lausanne, seit 2022

Von Oktober 2020 bis Juni 2022 war das Museum geschlossen. Es zog in ein neues Domizil auf dem Areal der ehemaligen Lokomotivhallen der SBB in Lausanne um. Entworfen wurde der Neubau von den portugiesischen Architekten Aires Mateus. Am 4. November 2021 war die offizielle Schlüsselübergabe. Die Einweihung des neuen Gebäudes, das sowohl das Photo Elysée wie auch das mudac – musée cantonal de design et d’arts appliqués contemporains beherbergt, fand im Juni 2022 statt. Mit dem Musée Cantonal des Beaux-Arts – MCBA bilden die drei Museen das neue Kunstquartier Plateforme 10 (Bahnsteig 10) von Lausanne mit einer Fläche von 25'000 Quadratmetern im Zentrum der Stadt.

## Sammlung
Im Besitz des Musée de l’Elysée befinden sich über 100.000 Original-Fotografien aus dem 19. und 20. Jahrhundert, darunter Aufnahmen von Francis Frith, Robert Capa, John Phillips, Mario Giacomelli und eine einzigartige Sammlung der ersten Farbaufnahmen von Gabriel Lippmann.
Ein Schwerpunkt gilt auch der Präsentation von Schweizer Fotografen wie Nicolas Bouvier, Adolphe Braun, Ella Maillart oder Hans Steiner. Der im Oktober 2014 verstorbene Schweizer Fotograf René Burri vermachte seinen fotografischen Nachlass dem Museum. Die Schweizer Fotografin Sabine Weiss, die in Paris lebte, bestimmte im Jahr 2017, dass ihr Nachlass nach ihrem Ableben vom Musée de l’Elysée betreut werden soll.

## Direktoren
- 1985–1994: Charles-Henri Favrod
- 1995–2009: William A. Ewing
- 2010–2014: Sam Stourzé[11]
- 2015–2021: Tatyana Franck
- seit 2022 Nathalie Herschdorfer[12]

## Ausstellungen im neuen Domizil (Auswahl)
- 2022: Train Zug Treno Tren
- 2022: Josef Koudelka – Ikonar
- 2023: Gabriel Lippmann. Die Fotografien der Farben. 3. März bis 21. Mai 2023[13]
- 2024: Sabine Weiss × Nathalie Boutté. Hommage. 22. Juni 2024 bis 23. Februar 2025[14]

## Auszeichnung
- 2016: Lucies Awards, Spotlight Award[15]

## Fotografen der Sammlung (Auswahl)
- Geraldo de Barros
- Nicolas Bouvier
- René Burri
- Constant Delessert
- Gertrude Fehr
- Mario Giacomelli
- Jan Groover
- Pieter Hugo
- Monique Jacot
- Josef Koudelka
- Lehnert & Landrock
- Gabriel Lippmann
- Ella Maillart
- Jean Mohr
- John Philipps
- Hans Steiner
- Paul Vionnet
- Sabine Weiss

### Fotografischer Nachlass von Charlie Chaplin
Der Zehntausende von analogen Fotografien umfassende fotografische Nachlass von Charlie Chaplin wird in der Sammlung des Photo Elysée aufbewahrt. Die Bilder dokumentieren hauptsächlich die Laufbahn des Künstlers.

## Historische Fotografien der Sammlung (Auswahl)

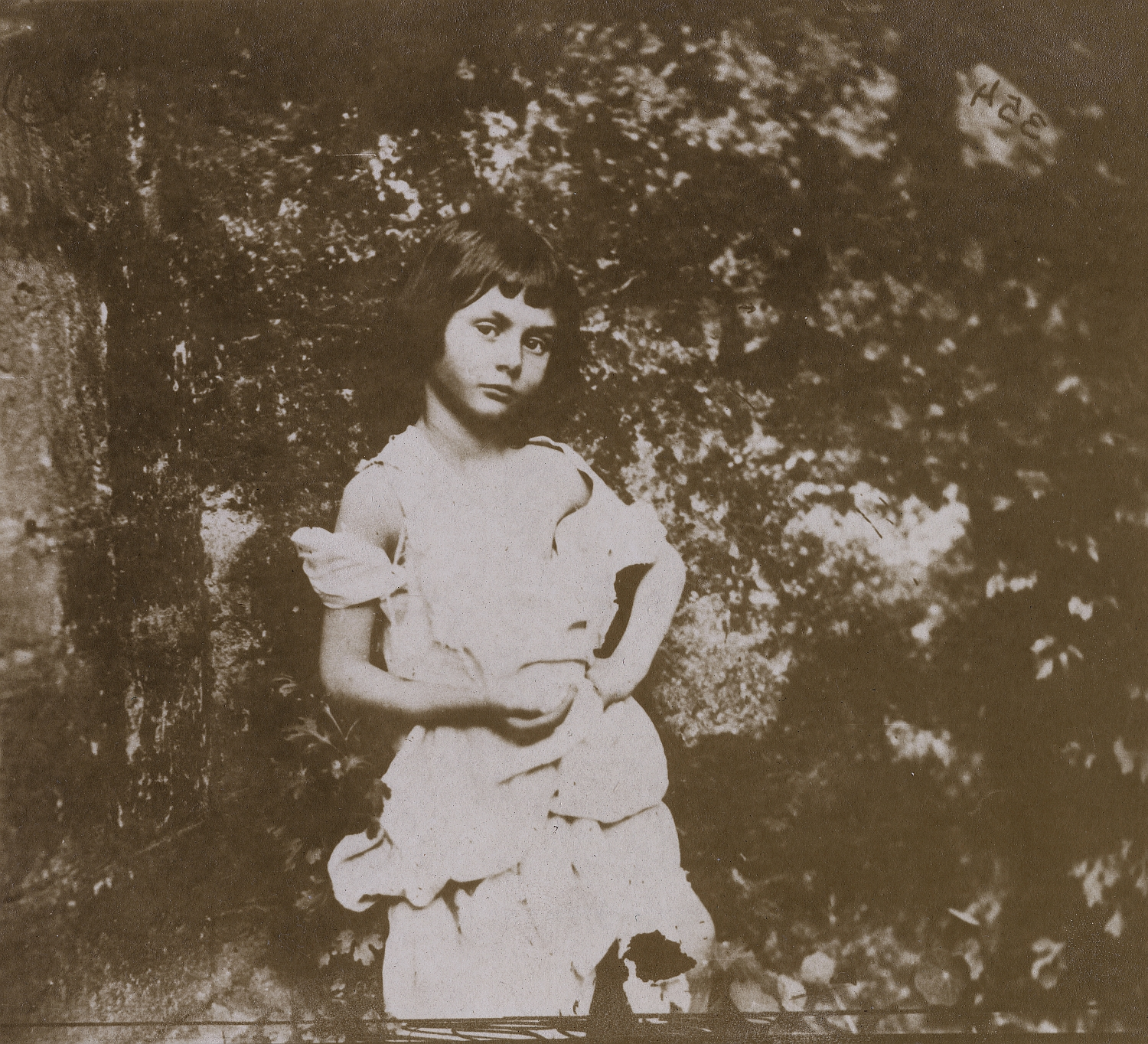
Alice Liddell, fotografiert von Lewis Carroll:
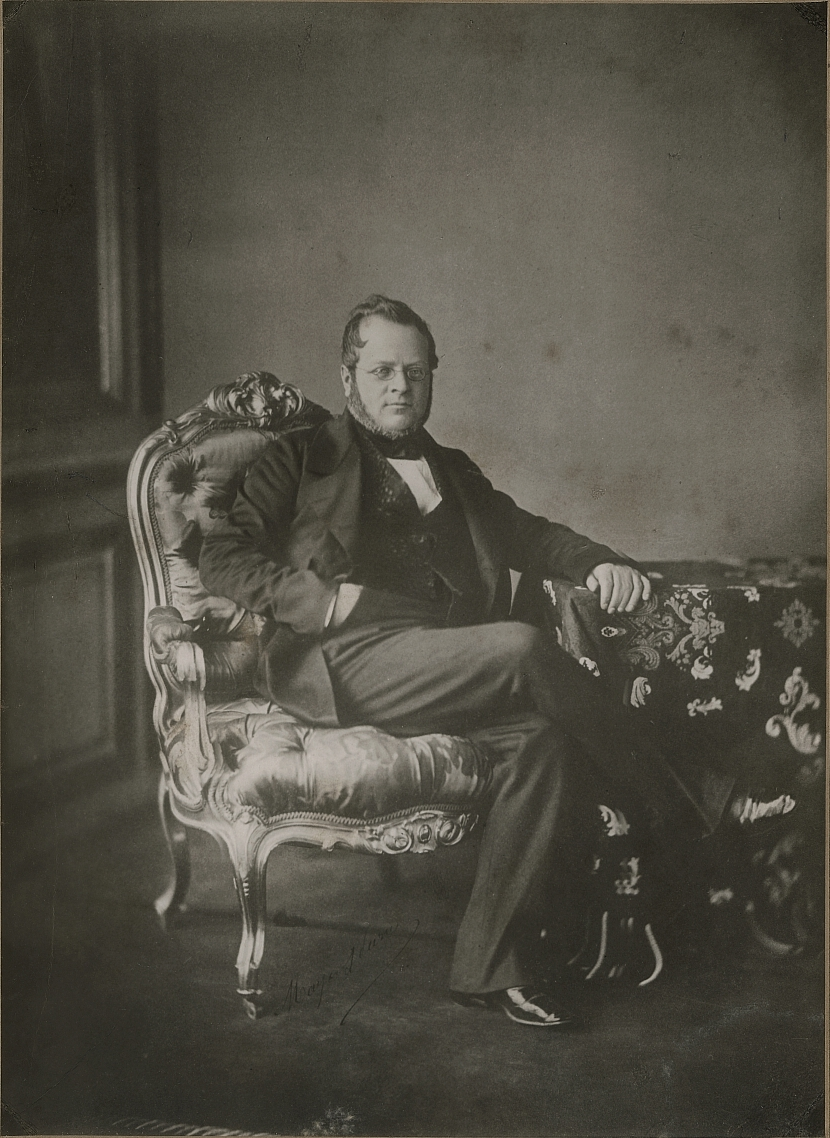
Camillo Benso von Cavour, fotografiert von Léopold-Ernest Mayer und Pierre-Louis Pierson
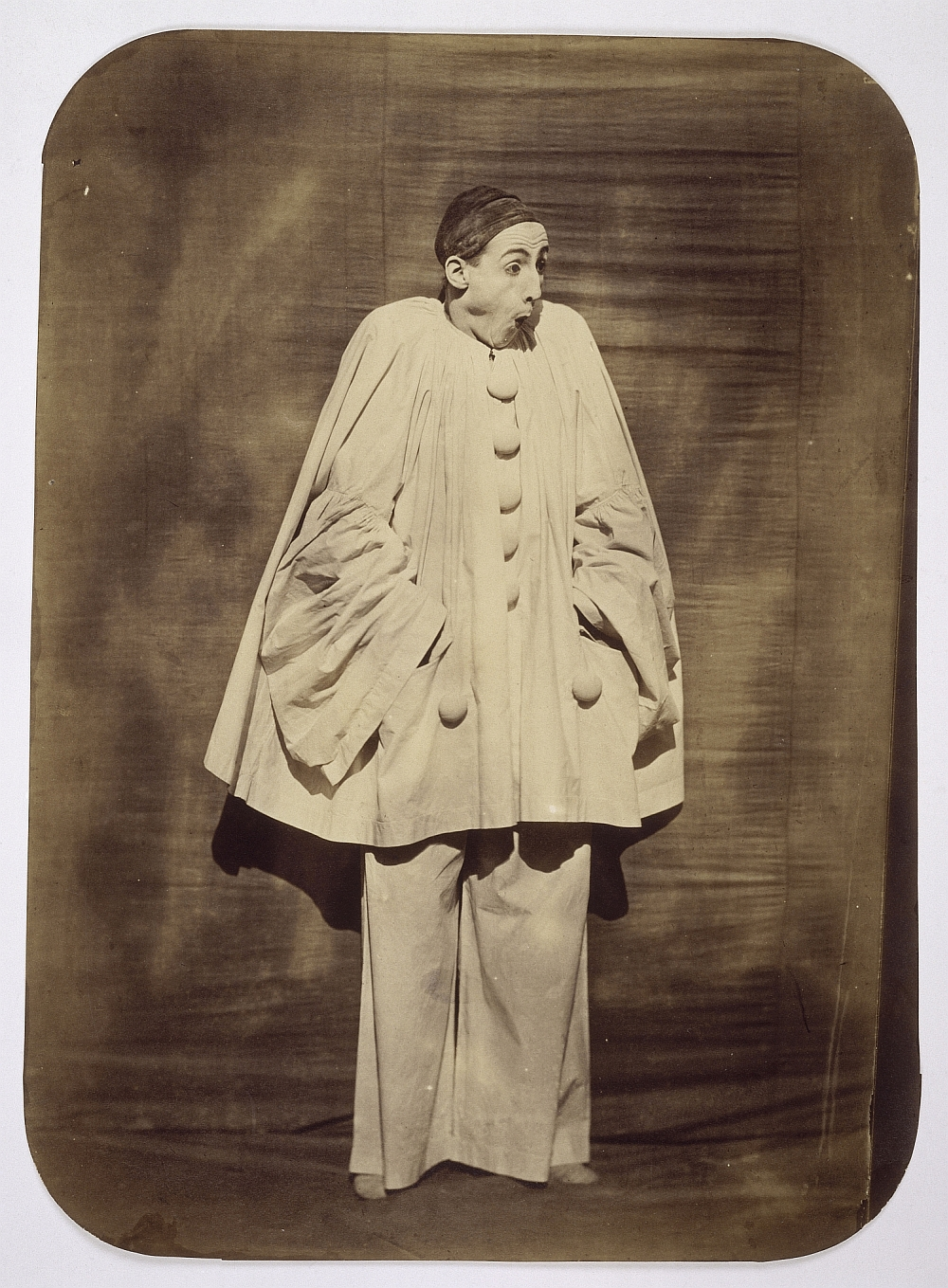
Pierrot, fotografiert von Nadar, 1854
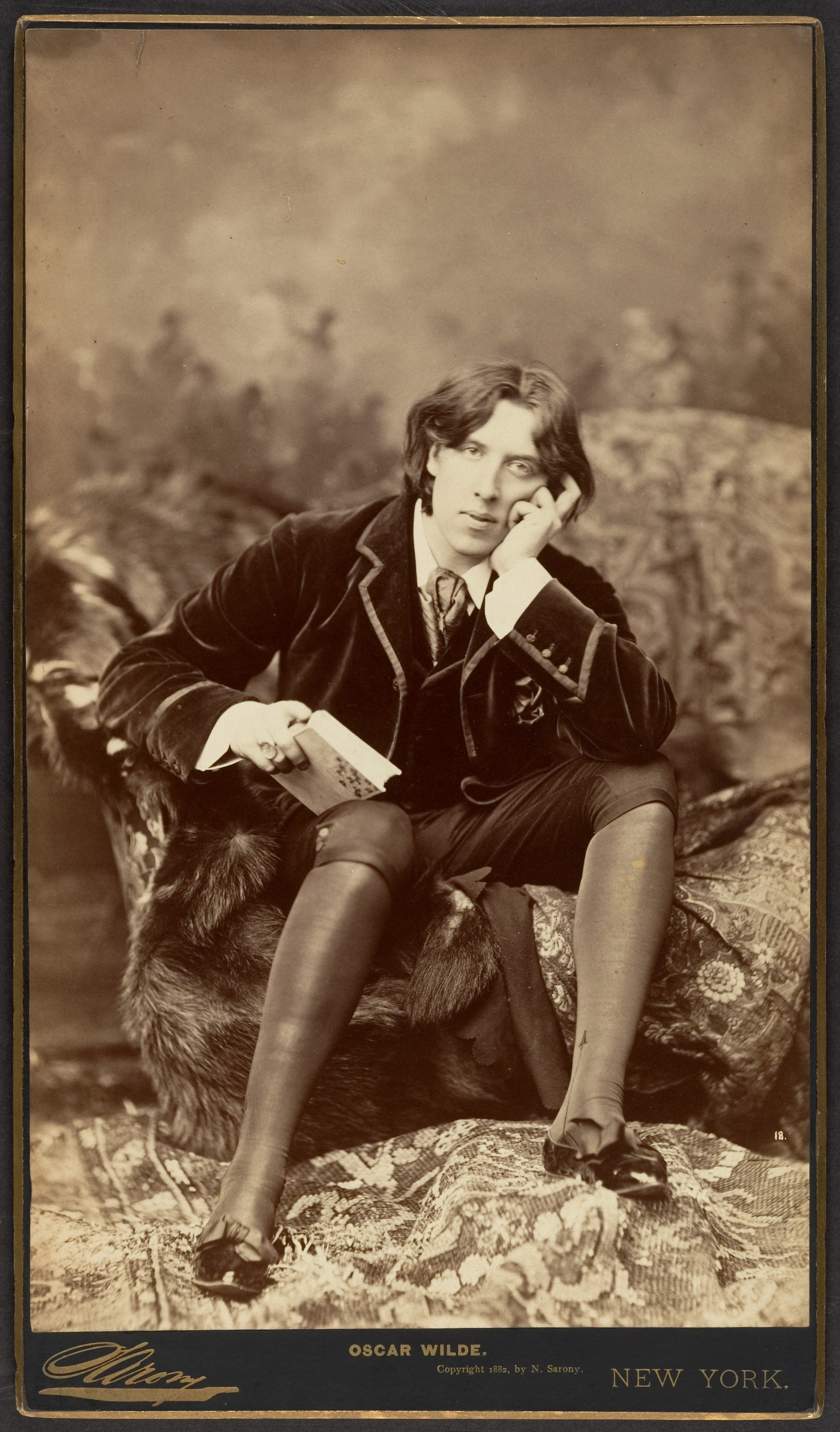
Oscar Wilde, fotografiert von Napoleon Sarony (1821–1896)
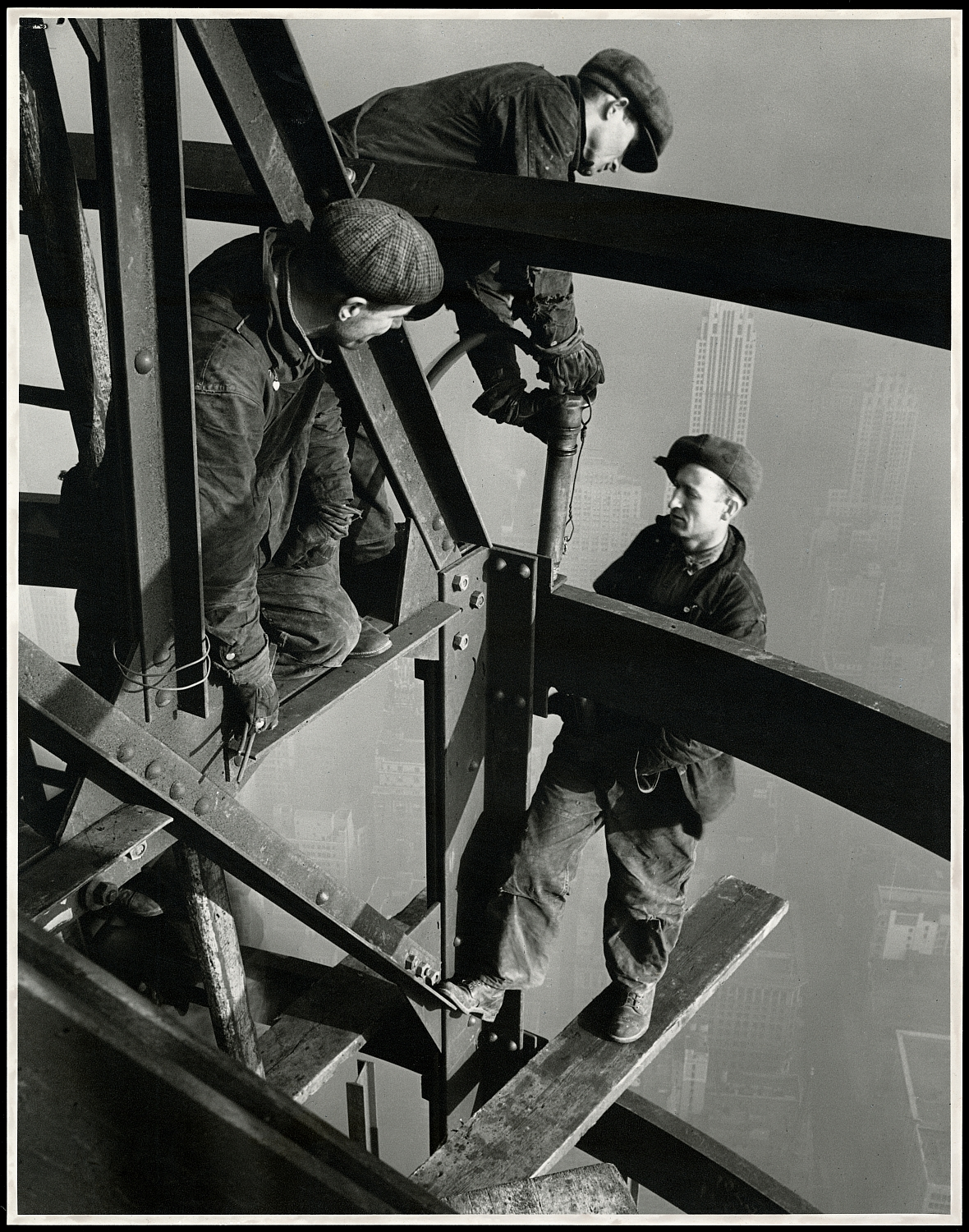
Foto: Lewis Hine
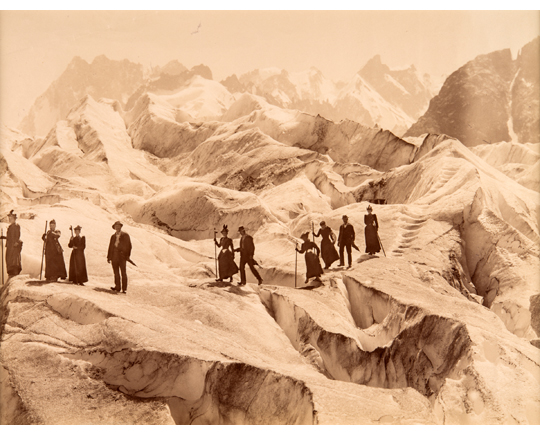
John Jullien, Überquerung des Mer de Glace